# Land of the Free (album)
Land of the free is het vierde studioalbum van de Duitse power metal band Gamma Ray. Het werd uitgebracht in 1995 en is het eerste album van de band zonder de voormalige zanger Ralf Scheepers. Kai Hansen nam de rol van zanger op zich.
Michael Kiske (ex-Helloween) en Hansi Kürsch (Blind Guardian) zingen mee op het album.
Samen met de rest van de band's discografie is het album in 2003 opnieuw uitgebracht met een andere hoes en extra nummers.

## Track listing
| Nr. | Titel                  | Tekst           | Muziek     | Duur |
| --- | ---------------------- | --------------- | ---------- | ---- |
| 1.  | Rebellion in Dreamland | Kai Hansen      | Hansen     | 8:44 |
| 2.  | Man on a Mission       | Hansen          | Hansen     | 5:49 |
| 3.  | Fairytale              | Hansen          | Hansen     | 0:50 |
| 4.  | All of the Damned      | Hansen          | Hansen     | 5:00 |
| 5.  | Rising of the Damned   | Hansen          | Hansen     | 0:43 |
| 6.  | Gods of Deliverance    | Hansen          | Jan Rubach | 5:01 |
| 7.  | Farewell               | Dirk Schlächter | Schlächter | 5:11 |
| 8.  | Salvation's Calling    | Rubach          | Rubach     | 4:36 |
| 9.  | Land of the Free       | Hansen          | Hansen     | 4:38 |
| 10. | The Saviour            | Hansen          | Hansen     | 0:40 |
| 11. | Abyss of the Void      | Hansen          | Hansen     | 6:04 |
| 12. | Time to Break Free     | Hansen          | Hansen     | 4:40 |
| 13. | Afterlife              | Hansen          | Rubach     | 4:46 |

### 2003 bonus tracks
| Nr. | Titel                                    | Tekst               | Muziek         | Duur |
| --- | ---------------------------------------- | ------------------- | -------------- | ---- |
| 14. | Heavy Metal Mania (Holocaust cover)      | John Mortimer       | Mortimer       | 4:49 |
| 15. | As Time Goes By (pre-production version) | Hansen, Piet Sielck | Hansen, Sielck | 4:53 |
| 16. | The Silence '95                          | Hansen              | Hansen         | 6:29 |

## Bezetting

### Gamma Ray
- Kai Hansen – zang (alle nummers behalve nummer 12), gitaar
- Dirk Schlächter – gitaar
- Jan Rubach – bass
- Thomas Nack – drums

### Gastmuzikanten
- Sascha Paeth – keyboards
- Hansi Kürsch – zang (track 7) en achtergrond (tracks 9 en 11) zang
- Michael Kiske – zang (track 12), co-zang (track 9) en achtergrondzang (track 9)